# Возняк, Стив
Сти́вен Гэ́ри (Стив) Во́зняк (англ. Stephen Gary (Steve) Wozniak; род. 11 августа 1950, Сан-Хосе, США), известный как Воз (англ. Woz) — американский изобретатель, инженер-электронщик и программист, соучредитель компании Apple Computer (ныне Apple Inc.) вместе со Стивом Джобсом и Рональдом Уэйном в 1976 году. В середине 1970-х в одиночку спроектировал компьютеры Apple I и Apple II, которые начали «микрокомпьютерную революцию» и определили развитие отрасли.

## Имена
В свидетельстве о рождении он записан как Стефан Гэри Возняк (англ. Stephan Gary Wozniak), но мать говорила, что собиралась назвать его Стивеном (англ. Stephen /ˈstiːvən/), сам он использовал имя Стив.
Возняк часто упоминается под псевдонимом Воз (Woz или The Woz). WoZ (сокращение от Wheels of Zeus) — это ещё и имя компании, которую основал Стивен в 2002 году. В начале 1970-х годов Возняк был известен под псевдонимом Беркли Блю (англ. Berkeley Blue) в сообществе фрикеров.

## Ранние годы
Родился в Сан-Хосе, Калифорния в семье инженера Джейкоба Френсиса «Джерри» Возняка (1925—1994), родом из Лос-Анджелеса, выпускника Калифорнийского технологического института. Родители отца Возняка выросли на Буковине (по другим источникам — они из Перемышля). Мать — Маргарет Элейн Керн — имела швейцарско-немецкое происхождение и родилась в 1923 году в Вашингтоне.

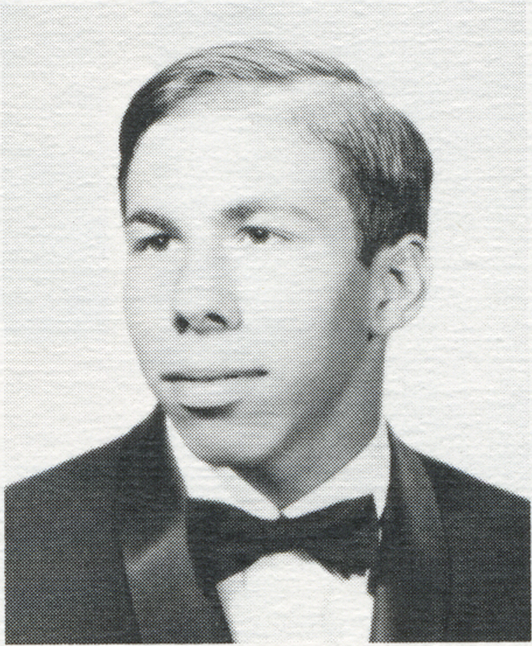
Стив Возняк в 1968 году

Отец работал инженером в компании Lockheed, занимаясь разработкой систем наведения ракет. Именно отец привил молодому Стиву любовь к электронике. Будучи в 4-м классе, Возняк получил лицензию радиолюбителя, а в восьмом собрал сложный калькулятор, получивший первый приз на городском конкурсе, проводившемся Би-би-си. Ещё будучи в школе, Возняк самостоятельно выучил Фортран и начал работать в компании Sylvania. После школы Стив поступил в Колорадский университет в Боулдере, но из-за нехватки денег у родителей он проучился там лишь год и стал учиться в Колледже де Анса в Купертино, откуда также вскоре ушёл.
Этническое происхождение
Информация об украинском этническом происхождении Стива Возняка появилась в украинских СМИ после выхода в свет в 2007 году энциклопедического справочника «Галактика Украина. Украинская диаспора: выдающиеся личности» журналиста Виталия Аблицова. В нём утверждается, что родители Стива — выходцы из Буковины. Этой же версии придерживается Борис Бурда в своей статье о Стиве Возняке.
Вопреки этому, американский коммерческий проект Ancestry.com, не гарантирующий достоверной информации, ссылаясь на американские переписи населения, утверждает, что отец Стива Джери Возняк был рождён в 1925 году в Калифорнии (США), а первым предком Стива по отцовской линии, который эмигрировал в США, был его прадед Юрий (Джордж) Возняк. Сайт проекта даёт информацию, что Джордж Возняк и его жена родились на территории Российской империи в Царстве Польском и прибыли в США в 1870 году.
Сам Возняк даёт прямой ответ на вопрос об этническом происхождении своих родителей. Он указывает, что семья матери происходит из Германии, а семья отца из Польши, или из другой соседней страны. Что касается возможного украинского происхождения, он сказал:

Многие меня спрашивают: Стив, ты поляк? Потому, что моя фамилия Возняк. Я отвечаю: Нет, я украинец.
Я всегда знал, что моя фамилия украинская. Всю свою жизнь я хотел приехать на Украину.
Я, в определённой степени, хотел бы быть украинцем или около того. Эти люди кажутся самыми похожими на американцев, как я сам, из всех европейцев. (I sort of wish that I were Ukranian or nearby. Those people seem the most like Americans, like myself, out of all Europeans)

В переписке со Стахом Возняком, СЕО Cargofy, Стив написал: «Я чувствую родство с Украиной из-за моего имени».
В 1971 году Билл Фернандес знакомит Возняка, в то время студента Колледжа де Анса, со Стивом Джобсом, учащимся средней школы Хомстеда в Купертино. Осенью того же года Возняк прочёл в журнале Esquire статью о телефонных фрикерах. Замыслом он поделился с Джобсом. Возняк создал цифровое устройство Blue box для взлома телефонных сетей, в том числе для международных звонков. Джобс организовал кустарное производство этих устройств на продажу. Во время работы над Blue box, Стив Возняк попал в автоаварию. Он утверждал что если бы не попал в аварию, то основал бы Apple гораздо раньше.
В 1973 году[уточнить] по договорённости с Джобсом Возняк за четыре дня создал прототип печатной платы классической аркадной игры Breakout для компании Atari в Лос-Гатосе, при этом уменьшив количество ТТЛ-микросхем. Вознаграждение планировалось поделить поровну. Прототип оказался непригодным для использования, но по контракту с Atari Джобс получил 5000 $ в качестве бонуса за уменьшение числа схем на плате. Из этой суммы Возняку он отдал только 350 $[уточнить].

## Apple I

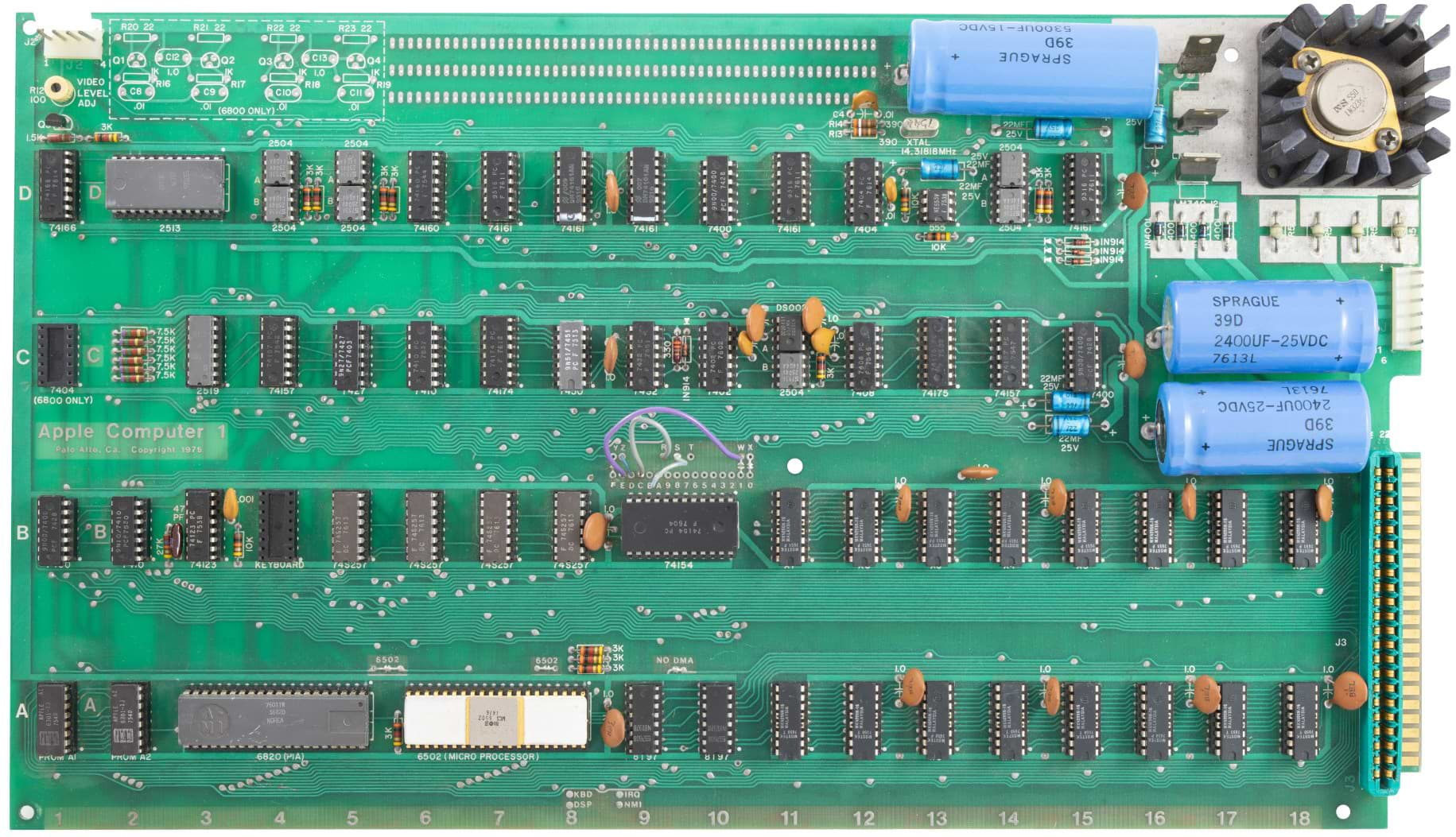
Печатная плата Apple I в собранном виде

Компьютер Apple I был разработан Стивом Возняком для личного использования. У Стива Джобса появилась идея продавать его. Apple I стал первым продуктом компании Apple Computer (теперь Apple Inc.), продемонстрированным в апреле 1976 года в «Клубе самодельных компьютеров» в Пало-Альто, Калифорния.
Компьютер появился в продаже в июле 1976 года и выпускался в 1976—1977 годах, было собрано в общей сложности порядка 200 экземпляров устройства. Цена компьютера в продаже составляла 666,66 доллара.
В отличие от других любительских компьютеров своего времени, которые продавались в виде набора для сборки, Apple I был полностью собран на монтажной плате, содержащей около 30 микросхем, за что и считается многими первым полноценным ПК. Для получения рабочего компьютера пользователи должны были добавить к нему корпус, источник питания, клавиатуру и монитор. Дополнительная плата, обеспечивавшая связь с кассетным магнитофоном, была выпущена позже по цене в 75 долларов.

## Apple II

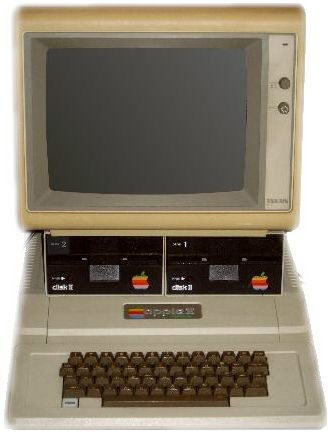
Персональный компьютер Apple II.

Компьютер Apple II был впервые представлен в апреле 1977 года на выставке West Coast Computer Faire и стал одним из первых и наиболее успешных персональных компьютеров того времени. Первые компьютеры Apple II, появившиеся в продаже 5 июня 1977 года, были оснащены процессором MOS Technology 6502 с тактовой частотой 1 МГц, 4 КБ ОЗУ (расширяемыми до 48 КБ), 4 КБ ПЗУ, содержавшее монитор и интерпретатор Integer BASIC (он же Basic для целочисленных операций), интерфейсом для подключения кассетного магнитофона.
В отличие от конкурентов, внешний вид Apple II разрабатывался так, чтобы он органично смотрелся на офисном столе, а не в качестве оснащения специальных компьютерных залов и вычислительных центров. Также компьютер обладал уникальными для того времени возможностями, включая цветной графический режим, пусть и с определёнными ограничениями, воспроизведение звука. По сравнению с более ранними машинами эти возможности были хорошо документированы и просты в изучении. Тем самым, Apple II дал начало революции в области персональных компьютеров: это была машина для обычных людей, а не только для любителей, учёных или инженеров.
В течение нескольких лет Apple II оставался главным источником доходов для Apple и обеспечивал жизнеспособность компании, когда её руководство взялось за гораздо менее доходные проекты, такие как злополучный Apple III и мало проживший компьютер Apple Lisa. Благодаря надёжным доходам от Apple II компания смогла разработать Macintosh, вывести его на рынок и сделать своей основной технологией.
В феврале 1981 года Стив Возняк попал в аварию на своем самолёте Beechcraft Bonanza во время взлёта с аэродрома Скай Парк в Скотс-Вэлли в округе Санта-Круз. В результате он получил ретроградную амнезию и временную антероградную амнезию. Он не помнил об этом происшествии и не знал, что попал в авиакатастрофу. Он также не помнил своего пребывания в больнице и того, чем занимался после выписки. Он занимался обычными делами, но не помнил о них. Woz начал собирать по кусочкам информацию от разных людей. Он спросил свою девушку, Кэнди Кларк (ранее работала в Apple), не попадала ли она в какую-либо катастрофу. Когда она рассказала ему об инциденте, его кратковременная память вернулась. Woz и Кэнди были помолвлены, они заказали свадебные кольца в Сан-Диего и летели туда за ними. Также за избавление от амнезии Возняк благодарит компьютерные игры на Apple II.
Стивен не стал возвращаться в Apple после авиакатастрофы. Вместо этого он женился на Кэнди Кларк и вернулся в Калифорнийский университет в Беркли под именем Роки Кларк (Роки — кличка его собаки, а Кларк — девичья фамилия его жены). Там он получил учёную степень в 1986 году. В 1983 он решил вернуться в команду разработчиков Apple, ему нужна была должность инженера и роль стимулирующего элемента компании.
В 1982 и 1983 годах Возняк спонсировал два национальных рок-фестиваля «The US Festival», которые были посвящёны развивающимся технологиям и содружеству музыки, компьютеров, телевидения и людей. Они представляли собой комбинацию технологической выставки и рок-фестиваля. В фестивалях принимали участие такие легенды рока, как Motley Crue, Ozzy Osbourne, Judas Priest, Scorpions, Van Halen, U2 и др.
Возняк и Кэнди развелись в 1987 году. На тот момент у них было трое детей, два мальчика и девочка. Позже, во время встречи выпускников, он возобновил отношения со Сюзан Мулкерн (Suzanne Mulkern), бывшей руководительницей чирлидеров (группа поддержки). Они поженились в 1990 и развелись в 2000 году.

## Карьера вне Apple
Спустя 12 лет после основания компании, 6 февраля 1987 года Возняк вновь уходит из Apple. Несмотря на это, он до сих пор значится там работником и даже получает зарплату, также при нём остался пакет акций. Возняк затем основал новое предприятие «CL9», которое разрабатывало пульты дистанционного управления. Оно выпустило на рынок первые универсальные пульты ДУ. Из злости Джобс угрожал его поставщикам, чтобы они прекратили бизнес с Возняком, иначе они потеряют бизнес с Apple.
Он нашёл других поставщиков, взамен тех с кем он работал на протяжении четырёх лет и был сильно разочарован в своём самом близком друге.
Возняк пошёл в преподавательскую деятельность (он обучал школьников пятого класса) и благотворительную деятельность в области образования. После увольнения из Apple Возняк перевёл все свои деньги для технологической программы школьного округа Los Gatos (округ, в котором Стив живёт и в котором его дети посещают школу). Unuson (Unite Us in Song) — это организация, которую основал Стив, чтобы организовать два национальных фестиваля, сейчас в основном используется им для своих образовательных и филантропических проектов.
В 1985 году Рональд Рейган вручил Возняку национальную медаль технологий.
В 1997 году он был назначен членом Музея компьютерной истории в Сан-Хосе. Возняк был главным спонсором и меценатом Детского музея открытий (улицу напротив музея переименовали в его честь, Woz Way).
В сентябре 2000 года Возняк вошёл в Национальный зал славы изобретателей.
В 2001 году он основал компанию «Wheels of Zeus» для создания беспроводной GPS-технологии, которая должна была «помочь обычным людям находить обычные вещи». В 2002 году он присоединился к совету директоров компании Ripcord Networks Inc., в которую вошли все «выпускники» Apple. Позже, в том же году Возняк стал членом совета директоров в Danger Inc., создатель Hip Top’а (aka SideKick от T-Mobile). В мае 2004 года Возняк получил почётную степень доктора наук от Университета штата Северная Каролина за его вклад в области персональных компьютеров.
В 2006 году «Wheels of Zeus» закрылась, после чего Возняк основал холдинговую компанию «Acquicor Technology», специализировавшуюся на приобретении и развитии технологических компаний.
С 2009 по 2014 год он был главным учёным в компании-производителе аппаратных и программных компьютерных систем Fusion-io.
В 2014 году он стал главным учёным в компании Primary Data, основанной бывшими руководителями Fusion-io.
В 2018 году Возняк увлёкся технологией блокчейн и начал работу над инвестиционной блокчейн-платформой Equi.
В 2021 году Возняк объявил о создании частной космической компании Privateer Space.

### Почётные степени
За свой вклад в технологии Возняк был удостоен ряда почётных степеней доктора технических наук:
- Колорадский университет в Боулдере, 1989;
- Университет штата Северная Каролина, 2004;
- Университет Кеттеринга во Флинте, 2005;
- Новый Юго-Восточный университет в Форт-Лодердейле, 2005;
- Высшая политехническая школа Литораля в Гуаякиле, Эквадор, 2008;
- Университет штата Мичиган, 2011;
- Университет Конкордия в Монреале, Канада, 2011;
- Университет в Санта-Кларе, 2012;
- Университет Камило Хосе Села в Вильянуэва-де-ла-Каньяда, Испания, 2013;
- Национальный инженерный университет в Лиме, Перу, 2013.

## Общественная деятельность
В 1980 году в Калифорнии Возняк был посвящён в масонский орден.
В 1982 году выступал инициатором и спонсором первого телемоста между СССР и США. Спустя 35 лет, в 2017 году, известный ведущий телемостов Владимир Познер взял у Стива Возняка интервью в своей программе.
В 1982 и 1983 годах созданная Возняком организация Unuson (англ. Unite Us in Song) обеспечивала организацию двух американских рок-фестивалей.
В 1990 году Возняк помог учредить Фонд электронных рубежей, приняв участие в первоначальном финансировании организации и работе в учредительном совете директоров фонда. После ухода из Apple Возняк продолжил предоставлять финансовые средства и техническую поддержку техническим учебным программам в своём школьном округе в Лос-Гатосе.
После смерти друга и соратника по Apple Стива Джобса Стив Возняк полностью ушёл в публичную деятельность.
В ноябре 2011 года посетил Армению, где был награждён премией «Всемирный авторитет в области информационных технологий», посетил Государственный инженерный университет Армении, а также один из крупнейших проектировщиков электроники и разработчиков программного обеспечения в Армении, компанию «Synopsys Armenia».
В октябре 2013 года посетил в Москве частный музей техники Apple.
В 2010 году Стив Возняк сыграл камео во втором эпизоде четвёртого сезона телесериала «Теория Большого взрыва».
В сентябре 2017 года посетил Киев и выступил во Дворце спорта, а в октябре побывал в Москве и выступил в МГУ.
4 апреля 2018 года Возняк вновь посетил Москву и выступил в Олимпийском.